# Geschichte Kolumbiens
Die Geschichte Kolumbiens umfasst die Entwicklungen auf dem Gebiet der Republik Kolumbien von der Urgeschichte bis zur Gegenwart.

## Präkolumbische Epoche
Als die spanischen Eroberer Ende des 15. Jahrhunderts  Südamerika erreichten, betraten sie einen Kontinent, der schon seit Jahrtausenden von Menschen bewohnt war. Allerdings gab es vor Ankunft der Spanier im Gebiet des heutigen Kolumbiens kein Großreich wie etwa das der Inka, das große Teile des südlicheren Südamerikas umfasste. Die präkolumbischen Kulturen  bestanden, der geographischen Zerstückelung des Landes entsprechend, aus kleineren und voneinander relativ unabhängigen Volksstämmen.
Die Epoche vor dieser Entdeckung durch Christoph Kolumbus wird präkolumbisch genannt. Sie ist nicht zu verwechseln mit der präkolumbianischen Epoche. Dieser Begriff bezeichnet die Zeit vor der Gründung Großkolumbiens.

### Ureinwohner
Die Besiedlung Amerikas erfolgte sehr wahrscheinlich von Norden. Die ersten Siedler erreichten den Doppelkontinent vor frühestens 18.000 Jahren. Sie waren Nomaden, die langsam über Zentralamerika nach Südamerika kamen. In den Felsvorsprüngen von El Abra, die im Osten von Zipaquirá liegen, wurden im Jahre 1967 Steinwerkzeuge gefunden, die auf das Jahr 10.460 v. Chr. ± 160 datiert werden. Die ersten Menschen müssen dementsprechend schon vor diesem Datum das Gebiet des heutigen Kolumbiens erreicht haben. Neuere Funde in 1972 kommen aus Pubenza in Cundinamarca. Sie wurden älter datiert.
In der Sabana von Bogotá wurden bei Tequendama Werkzeuge aus Stein gefunden, die etwa 1000 Jahre jünger sind. Unter den Werkzeugen befinden sich Pfeil- und Lanzenspitzen, Messer und Kratzwerkzeuge. Sie zeugen von einer aufwendigen Herstellung und weisen auf spezialisierte Jäger hin. Aus der Zeit zwischen 7500 und 6500 v. Chr. wurden nur wenige Objekte gefunden. Diese bestehen zum größeren Teil aus Holz, nur wenige sind aus Stein gefertigt. Außerdem wurden aus dieser Zeit vermehrt Tierknochenwerkzeuge gefunden. Erste komplette Menschenskelette werden auf um 5000 v. Chr. datiert und zeugen von einer anderen körperlichen Statur als die der Muisca, die diese Region später besiedelt haben.

### Agrikultur (5000 v. Chr. – 1200 n. Chr.)
Die ersten Hinweise auf Pflanzenproduktion im Gebiet des heutigen Kolumbien befinden sich in der Gegend der Montes de María, die in den heutigen Departamentos von Bolívar, Sucre und Atlántico liegen. Im Atlántico wurden Töpfe und andere Tonobjekte gefunden, die auf die Zeit zwischen 5000 und 4000 v. Chr. datiert werden. Diese ersten Menschengruppen, die sich mit Ackerbau beschäftigten, lösten sich teilweise auf. Man vermutet, dass sie ihr Wissen der Fischerei und Töpferei in die spätere Zenú-Kultur einbrachten als sie in den Norden migrierten.
Erstaunlich war der Fund von agrikulturellen Niederlassungen mit Töpfereien inmitten des Amazonasregion (Arararcuara), die aus dem Jahr 2700 v. Chr. kommen. Die Ausgrabungsstelle Zipacón 1  weist außerdem darauf hin, dass die Pflanzenproduktion in der Gegend von der Sabana de Bogotá bis nach 1320 v. Chr. gepflegt wurde.

### Indigene Völker

#### San Agustín
Die Spuren der Besiedlung um San Agustín reichen bis in das 6. Jahrhundert v. Chr. zurück. Der Blütezeit der Kultur von San Augustín fällt in die ersten Jahrhunderte unserer Zeitrechnung. Aus dieser Zeit stammen auch die meisten der noch heute zu besichtigenden megalithischen Statuen, die den Figuren auf der Osterinsel ähneln. Die Erbauer der Statuen lebten im heutigen Departamento Huila und im Norden vom Caquetá.
Die dabei genutzten Bautechniken liegen genauso im Dunkeln wie die Herkunft der ersten Siedler. Die These, dass es sich bei den ersten Siedlern um Mitglieder der Teotihuacán- und Oayaca-Kulturen gehandelt habe, die auf dem  Wasserwege oder über Zentralamerika in die Gegend von San Augustín gezogen seien, wird in Fachkreisen weitgehend abgelehnt.

#### Chibcha
Die Chibcha siedelten vor allem in den Hochebenen, in der im Norden des Landes gelegenen Sierra Nevada de Santa Marta sowie in den kühleren Regionen im Zentrum des Landes. Die Angehörigen der Chibcha-Kultur bildeten die zahlenmäßig größte und am weitesten entwickelte Kultur im heutigen Kolumbien. Sie verfügten über fortgeschrittene Kenntnisse auf dem Gebiet der Mathematik, benutzten für ihre landwirtschaftlichen Tätigkeiten und religiösen Feste einen Kalender und besaßen eine Hieroglyphenschrift. Da sie zerstreut lebten, bildeten sie kein geschlossenes Volk. Die herausragendsten Gruppen innerhalb der Familie der Chibcha waren die Muisca und die Tayrona.

#### Capulíkultur
Südlich von Pasto ist von 850 bis 1500 in Kolumbien die Capulíkultur fassbar.

#### Arawak
Die Arawaks bewohnten die Regionen der Flüsse Amazonas, Putumayo und Caquetá. Ihre Kultur war weit fortgeschritten und sie waren spezialisiert auf Ackerbau sowie auf die Verarbeitung von Gold und Baumwolle.

#### Weitere
- Die Aburra waren bis ins 16. Jahrhundert einer der größten Indianerstämme Kolumbiens.

## Kolonialzeit
Nach der Entdeckung Mittelamerikas durch spanische Seefahrer entstanden mit Santa Marta (gegr. 1527) und Cartagena de Indias (gegr.1533) die ersten kolonialen Stützpunkte an der kolumbianischen Karibikküste.

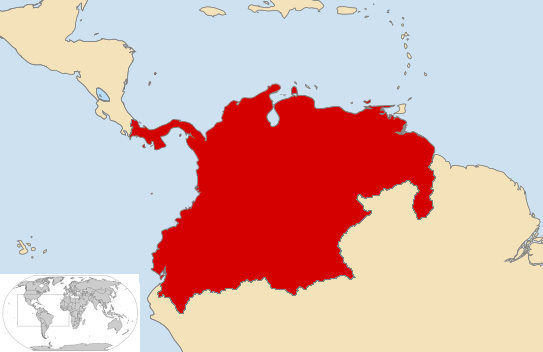
Großkolumbien

Als im Jahr 1537 die ersten spanischen Entdecker unter Gonzalo Jiménez de Quesada in das Andengebiet vordrangen, wurden die Chibcha unterjocht. Die Spanier erbauten einige Siedlungen, die die ehemaligen indianischen Handelszentren ersetzten, so zum Beispiel Santa Fe und Tunja (gegr. beide 1539). Wenig später erfolgte die Gründung einer Provinz, aus der sich das Vizekönigreich Neugranada entwickelte.

### Die Audiencia
Die eigentliche Kolonialzeit begann 1549 mit der Gründung der Real Audencia (ein Verwaltungs- und Appellationsgericht) in Santa Fe de Bogotá. Die Eroberer hatten gemäß den Bedingungen ihrer Verträge mit der Krone Lokalverwaltungen eingerichtet. Die Krone nahm dann rasch die den Eroberern gewährten weitreichenden Befugnisse zurück und bildete ihre eigenen Institutionen, um das Reich zu regieren. Die Regierungen von Popayán, Antioquia, Cartagena, Santa Marta, Riohacha, dem Neuen Königreich Granada (Bogotá) und die Llanos von Casanare und San Martín wurden der neuen Audiencia unterstellt. Der Präsident der Audiencia war der exekutive Regierungschef, der in Verwaltungsangelegenheiten dem Vizekönig von Peru unterstellt war. Die Reiseschwierigkeiten erschwerten jedoch die Kommunikationen und die zentrale Kontrolle über das Land.
Die indigene Bevölkerung des Gebietes ging durch die Einschleppung europäischer Krankheiten und die wirtschaftlichen Anforderungen an die Indianer zurück. Anpassung und Mischehen zerstörten rasch die meisten kulturellen Besonderheiten der verbliebenen Indianer. Wie anderswo im Spanischen Reich scheint sich der Abwärtstrend der Bevölkerungszahl Ende des 17. und Anfang des 18. Jahrhunderts jedoch umzukehren. Die Wirtschaft basierte größtenteils auf Bergbau und Landwirtschaft, nur in Socorro nördlich von Bogotá, entwickelte sich Mitte des 18. Jahrhunderts eine kleine aber bedeutende Textilindustrie. Sklaverei existierte seit der Eroberungszeit und wurde in den Seifenabbaugebieten des Chocó und des westlichen Antioquia sowie in den landwirtschaftlichen Regionen des Cauca-Tals, des unteren Magdalena-Tals und des Küstentieflandes üblich. Die Indianer wurden wie Sklaven behandelt; ab dem frühen 16. Jahrhundert galt für sie das Encomienda-System (das einen Tribut in Form von Gold oder Arbeitskraft verlangte). Bis 1700 waren die meisten in Privatbesitz befindlichen Enkomienden an die Krone zurückgegangen, und danach wurden sie nur noch selten vergeben; die indianische Bevölkerung wurde jedoch weiterhin ausgenutzt.
Während der Audiencia-Ära von 1549 bis 1740 blieb die Bevölkerung politisch unauffällig. Die römisch-katholische Kirche spielte eine wichtige Rolle, da sie die meisten Wohlfahrtsdienste bereitstellte und die meisten Schulen betrieb. Die Kirche war ein wirksames Instrument der Krone, da diese einen Großteil ihrer Aktivitäten kontrollierte.

### Vizekönigreich Neugranada
Das Vizekönigreich Neugranada, zu dem das heutige Kolumbien, Panama (nach 1751), Venezuela und Ecuador gehörten, wurde 1717–1723 gegründet und 1740 neu konstituiert, womit eine neue Ära begann. In den nächsten Jahrzehnten führte die Krone politische und wirtschaftliche Maßnahmen ein, um das Reich durch eine stärkere Zentralisierung der Autorität, eine verbesserte Verwaltung und Kommunikation sowie eine freiere Entwicklung und Bewegung des Handels innerhalb des Reiches neu zu organisieren und zu stärken. Die Bevölkerung wuchs, der Handel nahm zu, und der Wohlstand erreichte die kolonialen Untertanen. Karl III., der damalige König von Spanien, autorisierte Milizen als Verteidigungseinheiten in den Kolonien und es entstand das kleine kreolische Offizierskorps. Eine relativ große Gruppe wohlhabender Landbesitzer und Kaufleute schloss sich zu einer Wirtschaftsgemeinschaft zusammen. 1781 begannen die Bauern und Handwerker von Socorro als Reaktion auf Steuererhöhungen den Comuneros-Aufstand; obwohl einige Kreolen halfen, die Rebellen nach Bogotá zu führen, zögerten die meisten, den Aufstand zu unterstützen, oder halfen sogar mit, ihn zu untergraben. Zwischen 1785 und 1810 änderte sich in Neugranada die Sichtweise der kreolischen Ober- und Mittelschicht vom Widerstand gegen politische und wirtschaftliche Veränderungen hin zum Streben nach gezielten Veränderungen der imperialen Politik. Im Jahr 1809 wand man sich dem System der freien Marktwirtschaft, der Abschaffung der Sklaverei und staatlichen Restriktionen und der weltweiten Handelsfreiheit zu.
Bildungsreformen spielten eine wichtige Rolle bei den sich verändernden Perspektiven der granadinischen Kreolen. Erzbischof Caballero y Góngora als Vizekönig (1782–88) machte Bildung zu einem seiner Hauptanliegen. Er modernisierte den Unterricht an den Schulen, eröffnete eine Bergbauschule und initiierte eine große botanische Expedition unter der Leitung des erfahrenen Naturforschers José Celestino Mutis. Ein neues Institut bildete viele der wichtigsten Persönlichkeiten der späteren Unabhängigkeitsbewegung aus. Die ersten Zeitungen und Theater wurden in den 1790er Jahren eingeführt. Im Jahr 1808 blieb die Loyalität der Granadinen gegenüber der Krone bis auf einige wenige Personen unumstritten. Die Loyalität der kreolischen Mittel- und Oberschicht kühlte jedoch unter dem Druck wirtschaftlicher Interessen, Skandale in der königlichen Familie und anhaltender sozialer Spannungen zwischen Kreolen und europäischen Spaniern ab.

## Seit den ersten Unabhängigkeitsbestrebungen 1810
Bereits neun Jahre vor der eigentlichen Unabhängigkeit Kolumbiens wurde die erste Republik gegründet, die immerhin sechs Jahre Bestand hatte, bis die Aufstandsbewegung, die sie trug, von den Spaniern niedergeschlagen wurde.
Kolumbien wurde 1819 nach der Schlacht von Boyacá als Teil Groß-Kolumbiens unabhängig. Simón Bolívar wurde der erste Präsident. Nachdem sich Groß-Kolumbien, das die heutigen Staaten Venezuela, Ecuador, Panama und Kolumbien umfasste, 1831 auflöste, wurde Kolumbien selbständig, bis 1858 behielt man allerdings den Namen Neugranada. 1858 bis 1863 hieß das Land dann Granada-Konföderation, bis man es zu Ehren von Christoph Kolumbus in Kolumbien umbenannte. Von 1863 bis 1886 war der offizielle Name des Staats „Vereinigte Staaten von Kolumbien“, seit 1886 trägt er seinen heutigen Namen „Republik Kolumbien“. Das heutige Panama blieb bis 1903 Teil Kolumbiens.
Grenzstreitigkeiten nach dem Vertrag von Salomón-Lozano gipfelten 1933 im Kolumbianisch-Peruanischen Krieg. Diese kurze militärische Auseinandersetzung, die Kolumbien gewann, kostete auf beiden Seiten etwa 200 Soldaten das Leben (die meisten starben durch Dschungelkrankheiten) und führte zu keiner Grenzverschiebung. Kolumbien hatte den Status quo ante gesichert.

### La Violencia

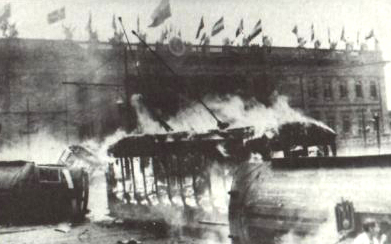
Brennende Straßenbahn vor dem Kongressgebäude während der Bogotazo genannten Unruhen 1948

1948 wurde Jorge Eliécer Gaitán, aussichtsreichster Kandidat für die anstehenden Präsidentschaftswahlen, ermordet. Er hatte sich als Anwalt einen Namen gemacht und über Massaker an der Arbeiterbewegung in Kolumbien berichtet. Ihm wurde zugetraut, eine Landreform durchzuführen und die Armut der Landbevölkerung zu bekämpfen. In der Unterschicht erfreute er sich großer Beliebtheit, bei den etablierten Liberalen und vor allem den Konservativen war er indes gefürchtet. Am 9. April 1948 wurde Gaitán von einem geistig verwirrten Attentäter erschossen. Spontan entzündeten sich schwere Unruhen; vor allem in Bogotá verloren Polizei und Militär
vorübergehend die Kontrolle (Bogotazo). Umso blutiger erfolgte die Reaktion der staatlichen Sicherheitsorgane und der von konservativen Politikern bezahlten Banden, den so genannten pájaros und chulavitas. Diese operierten vor allem in ländlichen Räumen, wo sie zahlreiche Massaker an Zivilisten verübten.
Der bereits seit 1946 tobende Konflikt – La Violencia (wörtlich „Die Gewalt“) – zwischen konservativen Kampfgruppen und liberalen Guerillagruppen erreichte unter der Präsidentschaft des radikal-konservativen Laureano Gómez (1950–1953) seinen Höhepunkt. Nach einem Militärputsch unter General Gustavo Rojas Pinilla ebbte die Violencia dank einer großzügigen Amnestiegesetzgebung zunächst ab. In dieser zweiten Phase des Konfliktes (1953–1957) machten sich jedoch zunehmend radikale Gruppen bemerkbar, die Rojas’ Amnestie ablehnten und unter dem Einfluss der Kommunistischen Partei Kolumbiens agierten. Die aus den liberalen bäuerlichen Selbstverteidigungsgruppen (repúblicas independientes) hervorgegangenen Guerillagruppen überdauerten die Herrschaft des Generals. Daneben überlebten auch solche Banden, die ausschließlich ökonomische Motive verfolgten. Aus diesem Grunde beschränkte sich die Violencia im Wesentlichen auf das kolumbianische Hochland, insbesondere auf Zonen des Kaffeeanbaus (Tolima, Valle del Cauca, Cauca, Boyacá, Antioquia und Viejo Caldas, das teilweise mit dem heutigen Departamento de Caldas identisch ist). In den Küstenregionen kam es hingegen kaum zu Massakern und Vertreibungen. In der östlichen Region der Llanos erhob sich weiterhin die schlagkräftige Guerillatruppe der Llanos unter Guadalupe Salcedo.
In der dritten Phase der Violencia (1958–1963) hatte es der nunmehr demokratische Staat schließlich mit den so genannten „Bandoleros“, sprich marodierenden Banden, zu tun. Diese verfolgten zumindest in offizieller Lesart keinerlei politische Interessen mehr. Unter der Regierung von Alberto Lleras Camargo (Frente Nacional) war es ebenfalls zu einer Amnestie gekommen, die zur Auflösung zahlreicher Guerillagruppen und konservativer Gegen-Guerilla-Truppen geführt hatte. Sowohl die ökonomisch motivierten Bandoleros als auch die unter dem Einfluss der kubanischen Revolution (1959) stehenden kommunistischen Guerilleros leisteten jedoch weiterhin Widerstand. Die Bombardierung der ehemaligen república independiente Marquetalia im Departement Huila führte im Jahre 1964 schließlich zur Gründung der noch heute aktiven Guerillaorganisation FARC. Die „historische“ Violencia war damit jedoch zu Ende und wich einer neuen Phase verschiedener, eng miteinander verwobener violencias. Zwischen 1946 und 1953 waren mehr als 200.000 Zivilisten den Kämpfen zum Opfer gefallen.

### Militärdiktatur (1953–1957)
Unterstützt von einem Teil der politischen Eliten verhinderte der General Gustavo Rojas Pinilla im Juni 1953 den drohenden Zerfall des Landes durch einen der – im Vergleich zu anderen lateinamerikanischen Ländern – wenigen Putsche in der Geschichte Kolumbiens. Rojas errichtete für vier Jahre eine Militärdiktatur. Die meisten Kampfgruppen der Liberalen und der Konservativen lösten sich infolge einer Amnestiegesetzgebung auf. Viele ihrer ehemaligen Mitglieder wurden jedoch in den folgenden Jahren ermordet. Diese Erfahrung bestärkte die kommunistischen Gruppen in dem Vorhaben, ihre Waffen nicht abzugeben.

### Nationale Front(1958–1974)
Die Militärdiktatur wurde 1957 nach einem Generalstreik beendet. Auf Initiative des ehemaligen konservativen Präsidenten Laureano Gomez (1950–1953) und des ehemaligen liberalen Präsidenten Alberto Lleras Camargo (1945–1946, 1958–1962) wurde die Regierung ab 1958 durch die Nationale Front, einen Zusammenschluss aus liberaler und konservativer Partei, gestellt. Nachdem sich die Mitglieder des Partido Liberal und des Partido Conservador («los godos») seit ihrer Gründung bekämpft hatten, wurde nun erstmals eine von beiden Parteien friedliche Übereinkunft bei Regierungs- und Verwaltungsangelegenheiten erzielt. Der Präsident kam alle vier Jahre abwechselnd aus den Reihen der Liberalen bzw. der Konservativen und die Legislative sowie die öffentlichen Organe wurden unabhängig vom jeweiligen Wahlergebnis paritätisch aufgeteilt.
Die Präsidenten des Frente Nacional waren: Alberto Lleras Camargo (Partido liberal) 1958–1962, Guillermo León Valencia (Partido conservador) 1962–1966, Carlos Lleras Restrepo (Partido liberal) 1966–1970 und Misael Pastrana Borrero (Partido conservador) 1970–1974.
Carlos Lleras Restrepo war der bedeutendste Präsident des Frente Nacional, wenn auch manche seiner Reformen, beispielsweise die Landreform, Fehlschläge mit weitreichenden Auswirkungen waren.

### Seit Mitte des 20. Jahrhunderts
Kolumbien gehört zu der 1969 gegründeten Andengemeinschaft, die seit 1995 eine Freihandelszone zwischen den Mitgliedsstaaten aufgebaut hat.
Seit Jahrzehnten dauert nun schon ein bewaffneter Konflikt in Kolumbien an. Nach einer weiteren Welle von Gewalt und Terror verhängte Präsident Álvaro Uribe Vélez am 12. August 2002 für 90 Tage den Ausnahmezustand.
Der im Jahre 2003 von Uribe begonnene Demobilisierungsprozess mit den Paramilitärs drohte zu scheitern. Ein Grund dafür war das spurlose Verschwinden des Gründers der Paramilitärs, Carlos Castaño, ein anderer die Forderung der Paramilitärs für ihre Taten, einschließlich des Drogenhandels, nicht bestraft und an die USA ausgeliefert zu werden. Bis April 2006 wurden 30.000 tatsächliche oder angebliche Mitglieder der AUC-Paramilitärs entwaffnet.
Ein beschlagnahmter Computer des ehemaligen Kommandanten Jorge 40 enthält Hinweise auf Pläne, Bauern anzuheuern, die sich als ehemalige Paramilitärs ausgeben und eine Demobilisierung vortäuschen sollen. Die Zahl der tatsächlich demobilisierten Paramilitärs kann dementsprechend nicht mit Sicherheit angegeben werden.
Trotz der Demobilisierung vieler Paramilitärs agieren in weiten Teilen des Landes weiterhin entsprechende Gruppen. Einige paramilitärische Einheiten wurden seit Beginn des Demobilisierungsprozesses gar neu gegründet, so z. B. die Aguilas Negras (spanisch Schwarze Adler).